# NGC 5189
NGC 5189 (również Spiralna mgławica planetarna, Gum 47 lub IC 4274) – mgławica planetarna położona w gwiazdozbiorze Muchy w odległości około 1800 lat świetlnych od Ziemi. Została odkryta 1 lipca 1826 roku przez Jamesa Dunlopa.
NGC 5189 widziana przez teleskop ma kształt litery S, przypominając galaktykę spiralną. Jej rozmiary kątowe na niebie wynoszą 2,33′ × 2,33′.